# Rave Up Records
La Rave Up Records è una casa discografica italiana fondata a Roma nel 1999.

## Storia
La Rave Up Records nasce a Roma nel 1999 da un'idea di Pierpaolo De Iulis con l'intento di riscoprire materiale punk, new wave, power pop e glam degli anni '70 e '80, pubblicando sia inediti che ristampe.
Ha utilizzato diverse sotto-etichette, tra le quali American High Energy Rock'n'Roll, Mindless Records, Shell Shock Rock, Synthetic Shadows (quest'ultima dedicata al synth pop, con nomi come Scortilla, Morrowyellow e Deca alias Federico De Caroli) ed altre ancora, pubblicando artisti provenienti da Italia (come Tampax e Diaframma), Gran Bretagna e soprattutto Stati Uniti, con band leggendarie quali Testors, Features, Reactors, Go, Dogs, Shady Lady, Rubinoos, Violators e tantissime altre. Nel 2016 i Punks, misconosciuto gruppo proto-punk di Detroit riscoperto dalla Rave Up, sono finiti nella colonna sonora della serie televisiva cult Vinyl, ideata da Martin Scorsese e Mick Jagger, esibendosi anche al party di presentazione.
Con il marchio Rave Up Books ha pubblicato libri sempre di argomento musicale come Noi conquisteremo la luna di Federico Guglielmi, dedicato alla scena new wave italiana e Lo stivale è marcio di Claudio Pescetelli, sul punk italiano (entrambi con supporto cd allegato), oltre a raccolte di materiali sul Luther Blissett romano e la controcultura capitolina degli anni '90 e al romanzo Decennio Rosso, ambientato negli anni di piombo. Come Rave Up Multimedia sono usciti il documentario Vesuvio Pop - La nuova melodia napoletana, dedicato alla canzone napoletana contemporanea (con artisti come Valentina Ok e Francesco Renzi) e gemellato con un libro omonimo edito da Arcana, e la video-antologia sul "weird cinema" tricolore Bizzarro Italiano 1988-1999. Nel 2020, con l’ingresso in società di Ossydiana Speri, la Rave Up sposta la sua sede principale da Roma ad Ascoli Piceno.
Parallelamente al lavoro con l'etichetta, De Iulis è attivo anche come regista di documentari (tra gli altri va segnalato Crollo Nervoso, dedicato alla storia della new wave italiana), organizzatore di eventi (il romano "Road To Ruins", festival di musica e cinema) e cantante con band come Ufo Diktatorz, Transex e Illuminati, mentre Speri è giornalista musicale, speaker radio, musicista, filmmaker e fonica.